# Aleksandar Mitrović (volley-ball)
Pour les articles homonymes, voir Aleksandar Mitrović.
Aleksandar Mitrović  est un joueur serbe de volley-ball né le 24 septembre 1982 à Kruševac (district de Rasina). Il mesure 1,97 m et joue réceptionneur-attaquant.

## Clubs
| Club                  | Pays                 | De        | À         |
| --------------------- | -------------------- | --------- | --------- |
| Kruševac              | Serbie-et-Monténégro | 1998-1999 | 1999-2000 |
| Partizan Belgrade     | Serbie-et-Monténégro | 2000-2001 | 2003-2004 |
| Mantoue               | Italie               | 2004-2005 | 2004-2005 |
| Latina                | Italie               | 2005-2006 | 2005-2006 |
| Halkbank Ankara       | Turquie              | 2006-2007 | 2006-2007 |
| Resovia Rzeszów       | Pologne              | 2007-2008 | 2008-2009 |
| Yaroslavich Yaroslavl | Russie               | 2009      | 2009      |
| Partizan Belgrade     | Serbie               | 2010      | 2010      |
| GFCO Ajaccio          | France               | 2010-2011 | 2010-2011 |
| UPCN Argentina        | Argentine            | 2011-2012 | 2011-2012 |
| Al Ain                | Émirats arabes unis  | 2012-2013 | 2012-2013 |
| Nice Volley-Ball      | France               | 2013-2014 | ...       |